# Sandhurst, Victoria
Sandhurst är en del av en befolkad plats i Australien. Den ligger i kommunen Frankston och delstaten Victoria, omkring 37 kilometer sydost om delstatshuvudstaden Melbourne.
Runt Sandhurst är det tätbefolkat, med 411 invånare per kvadratkilometer.. Närmaste större samhälle är Carrum Downs, nära Sandhurst. 
Trakten runt Sandhurst består till största delen av jordbruksmark. Genomsnittlig årsnederbörd är 1 251 millimeter. Den regnigaste månaden är maj, med i genomsnitt 154 mm nederbörd, och den torraste är januari, med 51 mm nederbörd.